# Арманитола
Арманитола (бенг. আরমানিটোলা, арм. Արմանիտոլա) — квартал в старом городе Дакки. Квартал получил соответствующее название в связи с армянской общиной, которая проживала здесь, главным образом расположившись вокруг местной армянской церкви Святого Воскресения